# NGC 926
NGC 926 este o liner situată în constelația Balena. A fost descoperită în 1876 de către Ernst Wilhelm Tempel. Se află la o distanță de 95,06 de megaparseci de Pământ.